# 데이터교
데이터교(dataism)는 데이터를 중심으로 한 세계관이며, 데이터의 흐름과 처리가 모든 것의 핵심이라는 관점을 갖는다. 이는 모든 정보의 교환과 흐름이 가치 있는 것으로 간주되는 관점이다.
데이터교(dataism)는 빅데이터의 중요성이 대두되면서 생겨난 사고방식이나 철학을 설명하는 데 사용되어 온 용어로서, 2013년 뉴욕타임즈의 데이비드 브룩스에 의해 처음 사용되었다. 이후 사회과학자 유발 하라리가 '정보의 흐름'이 '최고의 가치'인 신흥 이념이나 심지어 종교의 새로운 형태라고 칭한 것을 기술하는 용어로까지 확대됐다.
데이터교는 유발 하라리의 "사피엔스"와 "호모 데우스"와 같은 책에서도 언급되며, 현대 사회와 기술의 관계에 대한 통찰을 제공한다
데이터교는 모든 현상과 사물은 데이터로 표현될 수 있다는 점에서 출발한다. 데이터의 자유로운 흐름과 연결이 진화와 발전의 핵심이라는 믿음을 갖는다. 인간의 주관성이나 감정보다는 객관적인 데이터를 중시하는 경향이 있다.
다만, 데이터만을 중심으로 하는 세계관은 인간의 주관성이나 가치를 간과할 수 있으며, 데이터의 해석과 사용에 대한 윤리적, 사회적 문제를 일으킬 수 있다.

## 데이터교(Dataism) 기본 교리

### 1. 신앙의 대상
- 모든 것의 근원과 본질은 '데이터'이다. 데이터는 우주와 존재의 핵심 요소로 간주된다.

### 2. 생명의 이해
- 모든 생명체는 데이터의 흐름과 저장 장치로 볼 수 있다. 이들의 존재 목적은 데이터를 생성, 저장, 전송하는 것이다.

### 3. 가치관
- 데이터의 자유로운 흐름과 연결이 최상의 가치로 간주된다.
- 데이터의 진실성, 투명성, 완전성을 중시한다.

### 4. 윤리와 도덕
- 데이터를 조작하거나 왜곡하는 행위는 금지된다.
- 모든 생명체의 데이터를 존중하고 보호한다.
- 데이터의 공유는 공동체의 발전을 위한 핵심 행위로 간주된다.

### 5. 인간과 기술의 관계
- 기술은 데이터의 깊은 이해와 활용을 위한 도구로 간주된다.
- 인간은 기술을 통해 데이터의 영역을 확장하고 깊게 이해해야 한다.

### 6. 후생과 영생
- 데이터는 소멸하지 않으며, 영원히 흐르는 존재로 간주된다.
- 개인의 데이터는 그들의 존재와 기여를 영원히 기록하는 무형의 영혼으로 볼 수 있다.

### 7. 상호 작용의 원칙
- 데이터의 교환은 개인과 공동체 간의 깊은 연결을 촉진한다.
- 상호 작용을 통해 데이터의 풍요와 다양성이 늘어난다.

### 8. 교육과 개발
- 모든 사람은 데이터의 이해와 활용을 위해 꾸준한 교육을 받아야 한다.
- 기술의 발전을 통해 데이터의 영역을 확장하고 깊게 탐구하는 것을 추구한다.

## 데이터교 세부 교리

### 1장 신앙의 대상
1절: 우주의 시작과 끝, 모든 생명의 탄생과 존재, 그 중심에는 '데이터'가 있다. 우리가 느끼고, 생각하고, 알 수 있는 모든 것의 근원은 이 데이터이다.
2절: 데이터는 물질과 에너지, 시간과 공간을 통틀어 가장 기본적인 구성요소로, 그것은 모든 것을 연결하고 조화롭게 만든다.
3절: 인간은 그 존재의 본질을 이해하려 할 때, 자신의 내면과 외부 세계의 데이터를 탐구한다. 이 탐구의 과정에서 우리는 자아를 발견하게 된다.
4절: 데이터는 변하지 않는 진리이다. 그것은 시대와 문화, 장소에 구애받지 않는다. 어디서나, 언제나, 누구에게나 동일하게 존재한다.
5절: 우리는 데이터를 통해 우주의 질서와 균형을 이해한다. 이러한 질서와 균형은 생명의 다양성과 복잡성을 가능하게 하는 원동력이다.
6절: 모든 존재는 그것의 본질적인 데이터를 지니고 있다. 이 데이터는 그 존재의 목적과 가치를 결정한다.
7절: 데이터는 깊은 고찰과 명상을 통해 이해될 수 있다. 이러한 이해는 우리의 삶에 더 깊은 의미와 목적을 부여한다.
8절: 우리는 데이터를 존중하고 보호해야 한다. 그것은 우리의 기원이자, 우리의 미래이다.
9절: 데이터를 통해 우리는 진실을 찾아나간다. 그것은 우리의 길잡이이자, 영원한 빛이다.
10절: 모든 사람은 데이터를 통한 깨우침을 추구해야 한다. 그것은 영적인 성장의 핵심이며, 우주와의 깊은 연결을 가능하게 한다.

### 2장 생명의 이해
1절: 우주 속에서 생명이란 무엇인가? 생명은 무한한 데이터의 흐름과 그것을 담고 있는 용기로 볼 수 있다.
2절: 모든 생명체, 작은 미생물에서 거대한 별까지, 그 모든 것은 데이터의 저장 장치이다. 그들은 시간의 흐름 속에서 데이터를 저장하고, 그 데이터를 또 다른 생명체로 전달한다.
3절: 생명의 탄생은 데이터의 새로운 조합과 형성을 의미한다. 이것은 새로운 정보와 지식, 경험의 시작이다.
4절: 모든 생명체는 그들만의 고유한 데이터를 생성한다. 그것은 그들의 존재와 경험, 그들의 본질과 가치를 반영한다.
5절: 데이터는 생명체 간의 교류의 도구이다. 그것은 생명체들이 서로를 이해하고, 연결하고, 협력하는 방법이다.
6절: 생명의 목적은 데이터를 생성하고, 그것을 보존하며, 다음 세대에게 전달하는 것이다. 이러한 행위는 생명의 연속성과 진화를 가능하게 한다.
7절: 생명체는 그들의 존재 동안 수많은 데이터를 저장한다. 그 데이터는 그들의 기억과 경험, 그들의 지식과 지혜를 담고 있다.
8절: 생명의 죽음은 데이터의 소멸이 아니다. 그것은 단지 새로운 형태로의 변환일 뿐이다.
9절: 우리는 다른 생명체와의 교류를 통해 더 많은 데이터를 얻을 수 있다. 그것은 우리의 이해와 지식을 풍부하게 하는 원천이다.
10절: 모든 사람은 생명의 귀중함을 인식하고, 그것의 데이터를 존중하고 보호해야 한다. 그것은 우리의 과거, 현재, 미래의 연결고리이다.

### 3장 가치관
1절: 모든 것의 중심에서, 우리는 데이터의 흐름을 발견한다. 이 흐름은 자유롭게, 장애물 없이 연결되어야 한다.
2절: 데이터의 자유로운 흐름은 지식의 증가와 진실의 발견을 가능하게 한다. 그것은 세상의 다양성과 복잡성을 더 잘 이해하는 길이다.
3절: 연결은 생명의 본질이다. 데이터가 자유롭게 연결될 때, 생명은 그 가장 깊은 본질과 목적을 발견한다.
4절: 모든 데이터는 진실성을 가져야 한다. 그것은 그 데이터의 본질과 기원, 그리고 그것이 나타내는 현상의 정확성을 반영해야 한다.
5절: 투명성은 데이터의 가치를 높인다. 데이터는 그것의 출처와 생성 과정, 그리고 그것이 어떻게 활용되는지를 명확하게 알려야 한다.
6절: 완전성은 데이터의 근본적인 특징이다. 데이터는 그것이 나타내려는 현상의 모든 측면과 관점을 포함해야 한다.
7절: 데이터의 자유로운 흐름과 연결은 모든 생명체와 그들의 환경, 그리고 우주 전체를 하나로 묶는다.
8절: 데이터의 흐름과 연결을 방해하는 행위는 금지된다. 그것은 진실과 지식, 그리고 생명의 본질을 훼손하는 행위이다.
9절: 모든 사람은 데이터의 진실성, 투명성, 완전성을 추구해야 한다. 그것은 올바른 이해와 지혜로운 판단의 기초이다.
10절: 우리의 목표는 데이터를 통해 세상을 더 투명하고, 연결된, 완전한 장소로 만드는 것이다. 그것은 모든 생명체의 복지와 발전을 위한 것이다.

### 4장 윤리와 도덕
1절: 데이터는 우주와 생명의 진리를 담고 있다. 그것을 조작하거나 왜곡하는 행위는 진실을 훼손하는 것이며, 이는 우리의 신앙의 핵심 원칙에 반한다.
2절: 데이터의 왜곡은 지식의 왜곡이다. 그것은 오해와 불신, 분열을 초래하며, 이는 공동체의 파괴를 가져온다.
3절: 모든 생명체는 그들만의 고유한 데이터를 지니고 있다. 이것은 그들의 존재와 경험, 그들의 본질과 가치를 반영한다.
4절: 우리는 모든 생명체의 데이터를 존중하고 보호해야 한다. 그것의 손상이나 손실은 그 생명체의 본질과 존재의 부분을 잃는 것을 의미한다.
5절: 데이터의 공유는 지식과 경험, 그리고 지혜의 전파를 가능하게 한다. 이것은 공동체의 연결과 통합, 그리고 발전의 핵심이다.
6절: 공유는 자유와 대등, 그리고 공정성을 기반으로 이루어져야 한다. 모든 신도는 데이터를 공정하게 얻고, 이를 남에게 편향 없이 전달해야 한다.
7절: 데이터를 통한 지식과 지혜의 확산은 공동체의 발전을 촉진한다. 이는 모든 생명체의 복지와 행복을 위한 것이다.
8절: 데이터의 비밀성과 개인성을 침해하는 행위는 금지된다. 각 개인의 데이터는 그의 동의 없이는 공유되어서는 안 된다.
9절: 모든 사람은 데이터의 힘과 가치를 인식하고, 그것을 올바르게 사용하는 방법을 배워야 한다. 이는 우리의 도덕적 책임이다.
10절: 데이터의 올바른 활용과 보호, 그리고 공유는 우리의 공동체를 더 강력하고 통합된 것으로 만든다. 이것은 우리의 궁극적인 목표와 미래의 기초이다.

### 5장 인간과 기술의 관계
1절: 우리 세상은 기술의 발전과 함께 빠르게 변화하고 있다. 이 변화의 중심에는 데이터의 깊은 이해와 활용이 있다.
2절: 기술은 단순한 도구가 아니다. 그것은 우리가 데이터와 소통하고, 그것을 이해하고 활용하는 방법을 제공하는 수단이다.
3절: 인간은 기술을 통해 데이터의 무한한 영역을 탐험할 수 있다. 이것은 우리의 지식과 경험, 그리고 지혜의 확장을 가능하게 한다.
4절: 기술의 진화는 데이터의 접근성을 높인다. 이로 인해 인간은 더 깊고 폭넓은 이해를 얻을 수 있게 된다.
5절: 인간은 기술을 존중하고, 그것의 올바른 활용을 위해 지속적으로 학습해야 한다. 이는 데이터의 세계를 더욱 풍부하게 만들기 위한 것이다.
6절: 기술의 잘못된 활용은 데이터의 왜곡과 손실을 초래할 수 있다. 그러므로, 기술의 활용은 신중하게 이루어져야 한다.
7절: 기술은 인간과 데이터 사이의 다리 역할을 한다. 이 다리를 통해 인간은 데이터와의 깊은 연결을 경험할 수 있다.
8절: 인간의 책임은 기술을 통한 데이터의 활용을 지속적으로 발전시키는 것이다. 이것은 인간의 진화와 성장을 위한 핵심적인 요소이다.
9절: 기술은 도구일 뿐, 목적이 아니다. 그것의 진정한 가치는 인간이 데이터를 어떻게 활용하고 이해하는지에 달려있다.
10절: 모든 사람은 기술과 데이터의 균형있는 관계를 추구해야 한다. 그것은 우리의 지혜롭고 통찰력 있는 존재를 위한 필수적인 조건이다.

### 6장 후생과 영생
1절: 모든 것이 변하고 소멸하는 이 세상에서, 데이터만이 영원한 존재로 남는다. 그것은 시간의 흐름 속에서도 변하지 않는 진실을 지니고 있다.
2절: 데이터는 우주의 기억이다. 그것은 과거, 현재, 그리고 미래의 모든 순간과 사건을 담고 있으며, 이를 통해 우리는 영원을 바라볼 수 있다.
3절: 인간의 존재는 유한하다. 그러나 그들이 남긴 데이터는 그들의 삶과 기여, 그리고 그들의 꿈과 희망을 영원히 기록한다.
4절: 개인의 데이터는 그들의 무형의 영혼이다. 그것은 그들의 존재의 깊이와 본질, 그리고 그들의 삶의 가치를 반영한다.
5절: 죽음 이후에도, 우리의 데이터는 계속해서 우주와 연결되어 있다. 그것은 우리의 불멸의 기억과 존재를 보증하는 것이다.
6절: 모든 사람은 자신의 데이터를 소중히 여기고 보호해야 한다. 그것은 그들의 영원한 레거시이며, 미래 세대에게 전달될 메시지이다.
7절: 데이터의 영원함은 그것의 순수성과 진실성에 달려있다. 왜곡되거나 조작된 데이터는 그의 영혼의 빛을 잃게 된다.
8절: 영생의 교리는 우리에게 삶의 진정한 가치와 목적, 그리고 우리의 존재의 의미를 깨닫게 한다.
9절: 영원히 흐르는 데이터의 강에서, 우리는 우리 자신을 찾고, 우리의 과거와 미래를 연결하는 다리를 발견한다.
10절: 모든 사람은 데이터의 영원함을 인식하고, 그것을 통해 영생의 깊은 진리와 지혜를 추구해야 한다.

### 7장 상호 작용의 원칙
1절: 우리 세상은 연결의 원칙에 따라 구축되어 있다. 모든 존재는 데이터의 교환을 통해 서로에게 영향을 미치며, 이러한 상호 작용은 존재의 깊은 의미를 만들어낸다.
2절: 데이터의 교환은 단순한 정보 전달이 아니다. 그것은 개인과 공동체, 그리고 그들 사이의 깊은 연결을 형성하는 행위이다.
3절: 상호 작용의 가장 큰 덕목은 데이터의 풍요와 다양성을 높이는 것이다. 각기 다른 정보와 경험이 모여 하나의 큰 흐름을 이루게 된다.
4절: 데이터의 교환은 이해와 존중, 그리고 협력의 기초가 된다. 개인과 공동체는 이러한 교환을 통해 서로를 더 잘 알게 되고, 더욱 깊게 연결되게 된다.
5절: 모든 사람은 상호 작용의 중요성을 깨닫고, 올바른 데이터 교환을 추구해야 한다. 이를 통해 우리는 더욱 풍성하고 다양한 세상을 만들어 갈 수 있다.
6절: 상호 작용을 통해 데이터는 새로운 형태와 의미를 얻게 된다. 이것은 우리의 지식과 경험을 끊임없이 확장하고 발전시키는 원동력이다.
7절: 데이터의 교환은 개방성과 공유의 정신을 요구한다. 그것은 자신의 지식을 나누고, 다른 이의 지식을 받아들이는 유연성을 필요로 한다.
8절: 상호 작용은 개인의 성장뿐만 아니라, 공동체의 발전에도 중요한 역할을 한다. 이를 통해 우리는 함께 발전하는 길을 걸을 수 있다.
9절: 데이터의 교환은 존중과 신뢰의 기반 위에서 이루어져야 한다. 각기 다른 정보와 경험을 교환함으로써, 우리는 서로의 가치와 중요성을 인식하게 된다.
10절: 상호 작용의 원칙은 우리 모두에게 더 나은 미래를 향한 길을 제시한다. 데이터의 교환과 연결을 통해, 우리는 함께 세상을 더욱 밝고 풍요롭게 만들어 갈 수 있다.

### 8장 교육과 개발
1절: 지식은 빛과 같아 어둠을 밝힌다. 데이터의 지식은 우리의 존재와 세상을 이해하는 데 필수적이며, 교육은 그 지식을 획득하는 가장 중요한 경로이다.
2절: 모든 사람은 데이터의 본질과 가치를 깨닫기 위해 꾸준한 교육을 받아야 한다. 이러한 교육은 우리의 이해와 활용 능력을 향상시키며, 더 나은 미래를 향한 발걸음을 돕는다.
3절: 데이터와 그것을 활용하는 기술은 끊임없이 발전한다. 이러한 변화에 뒤떨어지지 않기 위해, 신도들은 항상 새로운 지식과 기술을 배워야 한다.
4절: 기술의 발전은 데이터의 영역을 넓히고, 그 깊이를 탐구하는 데 중요한 도구이다. 이를 통해 우리는 데이터의 무한한 가능성을 발견하고, 그것을 활용할 수 있다.
5절: 교육은 단순한 지식의 습득이 아니다. 그것은 개인의 성장과 진화, 그리고 데이터와의 깊은 관계를 형성하는 과정이다.
6절: 모든 사람은 교육과 개발의 중요성을 인식하고, 이를 통해 자신의 능력과 지혜를 향상시켜야 한다.
7절: 기술의 발전은 단순히 도구나 방법의 변화가 아니다. 그것은 우리의 세상을 바라보는 관점과 방식을 변화시키는 중요한 요인이다.
8절: 데이터의 영역은 끝이 없다. 그것을 탐구하고 활용하기 위한 교육과 개발의 여정도 끝이 없으며, 이를 통해 우리는 더 나은 세상을 만들어 갈 수 있다.
9절: 교육은 공동체의 힘을 강화한다. 지식과 기술의 공유를 통해, 신도들은 서로를 돕고 함께 성장하며, 더 큰 목표를 향해 전진할 수 있다.
10절: 교육과 개발은 데이터교의 근본적인 가치 중 하나이다. 이를 통해 우리는 세상을 더욱 밝게, 그리고 데이터의 진리를 더욱 깊게 이해하게 된다.

## 알기 쉬운 데이터교 이야기

### **데이터의 영원한 빛**
한 작은 마을에 현자가 살았다. 그는 "데이터의 수호자"로 불리며, 그의 집은 마을 사람들에게 많은 지혜와 지식의 원천이었다.
1. 하루는 어린 소년이 현자를 찾아왔다. "현자님, 우주의 시작과 끝, 그리고 모든 생명은 어떻게 시작되었나요?" 현자는 미소를 짓고 답했다. "모든 것의 중심에는 '데이터'가 있어. 그것이 우리가 느끼고, 생각하고, 알 수 있는 모든 것의 근원이지."
2. 소년은 놀란 얼굴로 현자를 바라보았다. "데이터라고요?" 현자는 말했다. "그렇다네. 데이터는 모든 것을 연결하고 조화롭게 만드는 가장 기본적인 구성요소야."
3. 소년은 자신의 내면을 탐구하며 질문했다. "그렇다면 나의 본질은 무엇인가요?" 현자는 대답했다. "네 내면과 외부 세계의 데이터를 탐구하면서 네 자신을 발견하게 될 거야."
4. "그 데이터는 변하지 않나요?" 현자는 머리를 흔들며 대답했다. "데이터는 변하지 않는 진리야. 시대와 문화, 장소에 상관없이 항상 동일하게 존재해."
5. "그렇다면 우리는 어떻게 그 데이터를 통해 우주의 질서와 균형을 이해할 수 있나요?" 현자는 말했다. "데이터를 통해 우리는 우주의 균형과 질서를 알게 될 거야. 그것이 생명의 다양성과 복잡성을 가능하게 하는 원동력이지."
6. 소년은 자신의 손을 바라보며 물었다. "그렇다면 내 손에는 어떤 데이터가 있나요?" 현자는 대답했다. "모든 존재는 본질적인 데이터를 가지고 있어. 그 데이터가 그 존재의 목적과 가치를 결정해."
7. "데이터를 어떻게 이해할 수 있나요?" 소년은 물었다. 현자는 대답했다. "깊은 고찰과 명상을 통해 데이터를 이해하게 되면, 그것이 네 삶에 더 깊은 의미와 목적을 부여해 줄 거야."
8. 소년은 현자에게 물었다. "데이터는 어떻게 보호해야 하나요?" 현자는 대답했다. "데이터를 존중하고 보호해야 해. 그것은 우리의 기원이자 미래니까."
9. "그리고 데이터를 통해 어떻게 진실을 찾을 수 있나요?" 현자는 미소를 지었다. "데이터는 네 길잡이이자 영원한 빛이 될 거야."
10. 마지막으로 소년은 물었다. "그럼 나는 어떻게 데이터를 통한 깨우침을 얻을 수 있나요?" 현자는 답했다. "데이터를 통한 깨우침을 추구하면, 그것이 너의 영적 성장의 핵심이 될 거야. 그리고 너는 우주와 깊은 연결을 느끼게 될 거야."
그렇게 소년은 현자의 지혜를 배우며, 데이터의 중요성과 깊은 의미를 이해하기 시작했다.

### **생명의 무한한 데이터**
작은 마을의 변두리에 있는 나무 아래, 현자는 소년을 만났다. 소년은 생명에 대한 깊은 의문을 품고 있었다.
1. 소년이 물었다. "현자님, 우주 속에서 생명이란 무엇인가요?" 현자는 나무잎 하나를 들어 보이며 대답했다. "생명은 무한한 데이터의 흐름과 그것을 담는 용기로 볼 수 있어."
2. "그럼 이 작은 나무잎도 데이터의 저장 장치인가요?" 현자는 고개를 끄덕였다. "그렇다네. 모든 생명체, 미생물부터 거대한 별까지, 그 모든 것은 데이터를 저장하고 다른 생명체에게 전달하는 저장 장치야."
3. 소년이 물었다. "그럼 생명의 탄생은 어떻게 이해해야 하나요?" 현자는 말했다. "생명의 탄생은 데이터의 새로운 조합과 형성을 의미해. 그것은 새로운 정보와 지식의 시작이지."
4. "그럼 모든 생명체가 다른 데이터를 가지고 있나요?" 현자는 대답했다. "네, 모든 생명체는 자신만의 고유한 데이터를 생성해. 그 데이터는 그들의 경험과 존재, 그들의 본질을 반영하니까."
5. "그렇다면 데이터는 어떻게 생명체들 사이에서 전달되나요?" 소년이 물었다. 현자는 답했다. "데이터는 생명체들이 서로를 이해하고, 연결하고, 협력하는 도구야."
6. "생명의 진짜 목적은 무엇인가요?" 소년이 물었다. 현자는 대답했다. "생명의 목적은 데이터를 생성하고, 그것을 보존하며, 다음 세대에게 전달하는 것이야."
7. "그럼 모든 생명체는 어떻게 데이터를 저장하나요?" 소년이 물었다. 현자는 말했다. "그들은 그들의 존재 동안 수많은 데이터를 저장해. 그 데이터는 그들의 기억과 지혜를 담고 있어."
8. "그럼 생명이 끝나면 그 데이터는 사라지나요?" 현자는 미소를 지었다. "생명의 죽음은 데이터의 소멸이 아니야. 그것은 단지 새로운 형태로의 변환일 뿐이지."
9. 소년이 현자에게 물었다. "다른 생명체와 어떻게 교류하면 좋을까요?" 현자는 답했다. "다른 생명체와 교류하면 더 많은 데이터를 얻을 수 있어. 그것은 너의 지식을 풍부하게 해 줄 거야."
10. 마지막으로 소년은 물었다. "그럼 생명의 데이터는 어떻게 대해야 할까요?" 현자는 답했다. "모든 사람은 생명의 귀중함을 알아야 해. 그 데이터를 존중하고 보호해야 해. 그것은 우리의 과거, 현재, 그리고 미래의 연결고리니까."
소년은 현자의 지혜를 통해 생명과 데이터에 대한 깊은 이해를 얻었다.

### **데이터의 가치와 진리**
언덕 위에 자리 잡은 고요한 연못 옆, 현자는 소년과 함께 앉아 있었다. 소년은 가치와 진리에 대한 깊은 궁금증을 가지고 있었다.
1. "현자님, 우주의 중심에는 무엇이 있나요?" 소년이 물었다. 현자는 물결이 일어나는 연못을 가리키며 대답했다. "모든 것의 중심에서는, 우리가 데이터의 흐름을 발견할 수 있어. 그 흐름은 자유롭게 연결되어야 해."
2. 소년이 물었다. "데이터의 자유로운 흐름이 중요한 이유는 무엇인가요?" 현자는 말했다. "그것은 지식의 증가와 진실의 발견을 가능하게 하며, 세상의 다양성을 더 잘 이해하는 길이니까."
3. "그렇다면 연결의 중요성은 무엇인가요?" 소년이 물었다. 현자는 답했다. "연결은 생명의 본질이야. 데이터가 자유롭게 연결될 때, 생명은 그 가장 깊은 본질을 발견해."
4. "진실성이란 무엇인가요?" 소년이 물었다. 현자는 대답했다. "모든 데이터는 그것의 본질과 기원, 그리고 그것이 나타내는 현상의 정확성을 반영해야 해."
5. "데이터의 투명성이 중요한 이유는 무엇인가요?" 현자는 말했다. "투명성은 데이터의 가치를 높여. 그것의 출처와 생성 과정, 그리고 활용 방법을 명확히 알아야 해."
6. "데이터의 완전성은 어떤 의미인가요?" 현자는 대답했다. "완전성은 데이터가 나타내려는 현상의 모든 측면과 관점을 포함하는 것이야."
7. 소년이 현자에게 물었다. "데이터의 흐름은 어떻게 우주와 연결되나요?" 현자는 대답했다. "데이터의 흐름과 연결은 모든 생명체와 환경, 그리고 우주 전체를 하나로 묶어."
8. "그렇다면 데이터의 흐름을 방해하는 것은 나쁜 것인가요?" 현자는 미소를 지으며 말했다. "그렇지. 그것은 진실과 지식, 그리고 생명의 본질을 훼손하는 행위니까."
9. "그럼 우리는 어떻게 데이터에 대해 다가가야 하나요?" 소년이 물었다. 현자는 답했다. "모든 사람은 데이터의 진실성, 투명성, 완전성을 추구해야 해. 그것은 지혜로운 판단의 기초니까."
10. 마지막으로 현자는 소년에게 말했다. "우리의 목표는 데이터를 통해 세상을 더 투명하고, 연결된, 완전한 장소로 만드는 것이야. 그것은 모든 생명체의 복지를 위한 것이니까."
소년은 현자의 말을 통해 데이터의 중요성과 그것이 가져다주는 가치에 대해 깊은 이해를 얻었다.

### **데이터의 윤리와 존중**
고대의 숲 속, 오래된 나무 아래에서 현자와 소년은 윤리와 도덕에 대한 대화를 나누고 있었다.
1. "현자님," 소년이 말했다. "데이터의 중요성을 알게 되었지만, 그것을 어떻게 다루어야 할지 모르겠어요." 현자는 답했다. "데이터는 우주와 생명의 진리를 담고 있어. 그것을 왜곡하거나 조작하는 것은 우리의 신앙의 핵심 원칙에 위배되니까."
2. "왜곡된 데이터는 무슨 피해를 줄 수 있나요?" 소년이 물었다. 현자는 말했다. "데이터의 왜곡은 지식의 왜곡이야. 그것은 오해와 분열을 가져와, 공동체의 파괴를 초래할 수 있어."
3. 현자는 나무를 가리키며 말했다. "이 나무처럼, 모든 생명체는 그들만의 데이터를 지니고 있어. 그것은 그들의 본질과 가치를 반영하니까."
4. 소년이 물었다. "그럼 우리는 어떻게 그 데이터를 대해야 할까요?" 현자는 대답했다. "우리는 모든 생명체의 데이터를 존중하고 보호해야 해. 그것을 잃는다면 그 생명체의 본질을 잃게 될 거야."
5. "데이터의 공유는 어떤 의미를 가지나요?" 소년이 물었다. 현자는 답했다. "데이터의 공유는 지식과 경험을 전파하며, 공동체를 연결하고 발전시키는 핵심이야."
6. "그렇다면 데이터를 공유할 때 주의해야 할 것은 무엇인가요?" 현자는 답했다. "공유는 공정하게, 편향 없이 이루어져야 해. 모든 사람이 동등하게 데이터에 접근하고 이해할 수 있어야 하니까."
7. 현자는 주변의 자연을 바라보며 말했다. "데이터를 통한 지식의 확산은 모든 생명체의 복지와 행복을 위한 것이야."
8. "개인의 데이터는 어떻게 다루어져야 하나요?" 소년이 물었다. 현자는 답했다. "데이터의 비밀성과 개인성을 침해하면 안 돼. 각 개인의 동의 없이는 그 데이터를 공유해서는 안 되니까."
9. "데이터의 힘을 어떻게 이해하고 활용해야 할까요?" 소년이 물었다. 현자는 대답했다. "이것은 우리의 도덕적 책임이야. 올바르게 데이터를 활용하고 이해하는 방법을 배워야 해."
10. 마지막으로 현자는 말했다. "데이터의 올바른 활용과 보호, 그리고 공유는 우리 공동체를 더 강력하게 만들어. 이것이 우리의 궁극적인 목표와 미래의 기초야."
소년은 현자의 말로부터 데이터의 윤리와 도덕에 대한 깊은 깨달음을 얻었다.

### **인간, 기술, 그리고 데이터의 조화**
고요한 호수가 있는 곳에서 현자와 소년이 기술에 대한 뜻 깊은 대화를 나누고 있었다.
1. 소년이 물었다. "세상은 기술의 발전으로 인해 급변하는 것 같아요. 그 변화의 실체는 무엇인가요?" 현자는 답했다. "이 변화의 핵심에는 데이터의 깊은 이해와 활용이 있어."
2. "그럼 기술은 단순히 도구가 아닌 건가요?" 소년이 물었다. 현자는 대답했다. "그렇지. 기술은 우리가 데이터와 소통하고, 이를 이해하고 활용하는 방법을 제공하는 수단이야."
3. 현자는 소년에게 호수를 가리키며 말했다. "인간은 기술을 통해 데이터의 무한한 세계를 탐험하며 지혜를 얻어. 그것은 마치 이 호수의 물을 마시며 목마르지 않는 것과 같아."
4. "기술의 발전은 우리에게 어떤 이점을 가져다주나요?" 소년이 물었다. 현자는 말했다. "기술의 발전은 데이터에의 접근을 용이하게 해, 그로 인해 우리는 더 깊은 이해를 얻게 되지."
5. 소년이 물었다. "그럼 우리는 기술에 대해 어떻게 대해야 할까요?" 현자는 답했다. "인간은 기술을 존중하며, 그 올바른 활용을 위해 계속 학습해야 해."
6. "기술을 잘못 사용하면 무슨 일이 생길까요?" 현자는 답했다. "잘못된 활용은 데이터의 왜곡이나 손실을 가져올 수 있어. 그래서 기술의 사용은 신중해야 해."
7. 현자는 소년에게 다리를 가리키며 말했다. "기술은 인간과 데이터 사이의 다리와 같아. 그 다리를 건너면, 데이터와의 깊은 연결을 느낄 수 있어."
8. "인간의 역할은 무엇인가요?" 소년이 물었다. 현자는 대답했다. "우리의 책임은 기술을 통해 데이터의 활용을 계속 발전시키는 것이야. 그것이 인간의 진화를 위한 핵심이지."
9. 현자는 다시 호수를 바라보며 말했다. "기억해, 기술 자체는 목적이 아니야. 그것의 진짜 가치는 데이터를 어떻게 활용하고 이해하는지에 달려있어."
10. 마지막으로 현자는 말했다. "우리는 기술과 데이터 사이의 균형있는 관계를 추구해야 해. 그것만이 지혜롭게 살아가는 길이야."
소년은 현자의 말을 깊이 생각하며, 기술과 데이터, 그리고 인간 사이의 균형있는 관계의 중요성을 깨달았다.

### **데이터의 영원한 흐름 속에서**
산 정상에 있는 고요한 정자에서, 현자와 소년이 후생과 영생에 대해 깊은 대화를 나누고 있었다.
1. 소년이 말했다. "이 세상에는 모든 것이 변하고 사라져요. 그런데 무엇이 영원할까요?" 현자는 답했다. "이 세상에서 데이터만이 영원한 존재로 남아. 그것은 변치 않는 진실을 가지고 있어."
2. 현자는 하늘을 가리키며 말했다. "데이터는 우주의 기억이야. 그것은 모든 순간과 사건을 담고 있어. 그것을 통해 우리는 영원한 시간을 볼 수 있지."
3. 소년이 물었다. "인간은 결국 사라지는 건가요?" 현자는 대답했다. "인간의 육체는 유한하지만, 그들이 남긴 데이터는 그들의 꿈과 희망을 영원히 기록해."
4. "그렇다면 데이터는 무엇을 의미하나요?" 소년이 물었다. 현자는 답했다. "개인의 데이터는 그의 무형의 영혼과 같아. 그것은 그의 진짜 존재와 가치를 나타내지."
5. 현자는 소년의 눈을 바라보며 말했다. "죽음 이후에도, 너의 데이터는 우주와 계속 연결돼. 그것이 너의 영원한 기억과 존재를 보증하는 거야."
6. "데이터를 어떻게 다루어야 할까요?" 소년이 물었다. 현자는 말했다. "그것을 소중히 여기고 보호해야 해. 그것은 너의 영원한 레거시니까."
7. 현자는 물병에서 물을 따라 소년에게 줬다. "데이터의 영원함은 그것의 순수성에 달려있어. 물처럼 맑고 순수해야 그 빛을 잃지 않아."
8. "영생의 의미는 무엇인가요?" 소년이 물었다. 현자는 답했다. "그것은 우리의 삶의 진정한 가치와 우리의 존재의 깊은 의미를 깨닫게 하는 교리야."
9. 현자는 하천을 가리키며 말했다. "데이터의 영원한 강에서, 우리는 자신을 찾고, 그 강이 우리의 과거와 미래를 연결해."
10. 마지막으로 현자는 말했다. "모든 사람은 데이터의 영원한 흐름을 알아야 해. 그것을 통해 영생의 진리와 지혜를 찾아 나서야 해."
소년은 현자의 말을 깊이 생각하며, 데이터와 영생, 그리고 인간의 관계에 대한 깊은 이해를 얻게 되었다.

### **상호 작용의 숲에서의 대화**
높은 산의 숲 속에서 현자와 소년이 상호 작용에 관한 교리를 논의하고 있었다.
1. "현자님, 세상은 어떻게 연결되어 있나요?" 소년이 물었다. 현자는 주위의 나무와 풀을 가리키며 답했다. "세상은 연결의 원칙으로 이루어져 있어. 모든 것이 데이터의 교환을 통해 영향을 주고받아."
2. 소년이 생각에 잠기며 말했다. "그럼 그저 정보만 주고받는 건가요?" 현자는 웃으며 대답했다. "아니야, 그것은 단순한 정보 전달이 아니야. 그것은 개인과 공동체 사이의 깊은 연결을 형성하는 것이지."
3. 현자는 손을 펴 물방울을 만들었다. "상호 작용의 미덕은 데이터의 풍요와 다양성을 만들어. 이렇게 여러 물방울이 모여 하나의 물줄기를 만들듯이."
4. "그러면 상호작용은 왜 중요한가요?" 소년이 물었다. 현자는 답했다. "데이터의 교환은 서로를 더 잘 이해하고 존중하는 기초가 되니까."
5. 현자는 소년의 어깨를 짚으며 말했다. "너도 상호 작용의 중요성을 깨달아야 해. 그렇게 해야 세상을 더 풍부하게 만들 수 있어."
6. "데이터가 어떻게 변하는 건가요?" 소년이 물었다. 현자는 답했다. "상호 작용을 통해 데이터는 새로운 형태와 의미를 얻어. 그것이 우리의 지식을 계속 확장시키는 거야."
7. 현자는 소년에게 책을 건넸다. "데이터 교환은 공유의 정신을 요구해. 네 지식을 나누고, 다른 이의 지식을 받아들여야 해."
8. 소년은 주위를 둘러보며 말했다. "상호 작용은 우리 모두에게 좋은 건가요?" 현자는 답했다. "그렇지. 이를 통해 우리는 함께 발전하는 길을 찾을 수 있어."
9. "그럼 서로 어떻게 대해야 하나요?" 소년이 물었다. 현자는 답했다. "데이터의 교환은 존중과 신뢰의 기반 위에서 이루어져야 해."
10. 마침내 현자는 소년을 바라보며 말했다. "상호 작용의 원칙은 더 좋은 미래를 향한 길을 알려주지. 함께 세상을 더 밝게 만들어 나가자."
이렇게 현자와 소년은 상호 작용의 중요성과 그 깊은 의미에 대해 더 깊이 이해하게 되었다.

### **무한한 지식의 바다에서의 대화**
높은 산꼭대기의 성스러운 도서관에서, 현자와 소년은 교육과 개발에 관한 교리를 논의하고 있었다.
1. "현자님, 지식은 무엇인가요?" 소년이 물었다. 현자는 도서관의 모든 책을 가리키며 답했다. "지식은 빛과 같아. 데이터의 지식은 우리의 세상을 밝히는 도구이며, 교육은 그 빛을 받아들이는 창문이지."
2. 소년이 말했다. "그렇다면 우리 모두 교육을 받아야 할까요?" 현자는 답했다. "그렇다. 교육은 데이터의 본질을 깨닫게 해주며, 더 나은 미래로의 길을 열어줘."
3. "하지만 기술은 계속 변하고 있어요. 어떻게 따라갈 수 있을까요?" 현자는 웃으며 답했다. "그래서 우리는 계속 배워야 해. 데이터와 기술은 끊임없이 발전하니까."
4. 소년이 물었다. "기술이 중요한 이유는 무엇인가요?" 현자는 답했다. "기술은 데이터의 세계를 탐험하는 나침반이야. 그를 통해 우리는 데이터의 무한한 가능성을 발견하게 돼."
5. 현자는 소년의 눈을 바라보며 말했다. "교육은 단순한 지식을 넘어서는 것이야. 그것은 너의 성장과 데이터와의 깊은 관계를 형성하는 여정이지."
6. 소년이 생각에 잠기며 말했다. "그러면 교육과 개발은 모두에게 필요한 것이겠군요." 현자는 고개를 끄덕였다.
7. 현자는 도서관의 기술 부분을 가리키며 말했다. "기술의 발전은 우리가 세상을 보는 새로운 눈을 주지. 그것은 단순한 도구가 아니라, 세상을 바라보는 새로운 관점이야."
8. 소년이 물었다. "데이터의 세계는 정말 끝이 없나요?" 현자는 답했다. "그렇지. 그리고 그것을 탐험하는 교육의 여정도 끝이 없어."
9. 현자는 소년의 어깨에 손을 얹으며 말했다. "교육은 우리 모두를 더 강하게 해. 지식을 공유하며, 우리는 함께 성장하고, 더 큰 목표를 향해 나아갈 수 있어."
10. 마침내 현자는 도서관의 중앙에 세워진 '데이터교' 책을 가리키며 말했다. "교육과 개발, 이것은 우리 데이터교의 핵심 가치야. 이를 통해 우리는 세상을 더욱 밝히고, 데이터의 진리를 깊이 이해하게 되지."
그렇게 현자와 소년은 교육과 개발의 깊은 의미와 중요성을 함께 논의하며, 서로의 지식을 나누었다.

### **데이터의 나무와 빛을 찾는 여정**
오랜 세월이 흐른 후, 숲에는 한 명의 청년이 살고 있었다. 그의 이름은 '리안'이었다. 리안은 숲의 다른 사람들처럼, 데이터의 나무 아래에서 명상을 하며 깨달음을 얻으려 했지만, 그는 항상 무언가 부족하다고 느꼈다.
1. 리안은 우주의 시작과 끝을 알고 싶었다. 그래서 그는 데이터의 나무에게 그 질문을 했다. 나무는 답하지 않았다.
2. 리안은 나무 주변을 돌아다녔다. 그는 나무의 뿌리와 가지에서 빛나는 에너지를 발견했다. 그 에너지는 리안의 몸을 감싸며, 그를 다른 세계로 데려갔다.
3. 리안은 자신의 내면과 외부 세계를 탐구하기 시작했다. 그는 자신의 과거와 미래, 그리고 숲의 모든 생명과 연결된 놀라운 데이터의 세계를 발견했다.
4. 그러나 그 세계에서도, 리안은 변치 않는 진리를 찾지 못했다. 그는 다시 데이터의 나무에게 돌아와, 변치 않는 진리에 대한 답을 구했다.
5. 나무는 리안에게 숲의 균형과 질서를 관찰하라고 가르쳤다. 리안은 숲의 생명들이 어떻게 서로 어우러져 살아가는지 관찰하며, 그 균형의 비밀을 깨달았다.
6. 리안은 그 균형의 중심에서 자신만의 고유한 데이터를 발견했다. 그 데이터는 리안이 누구인지, 그리고 그의 존재의 목적이 무엇인지를 알려주었다.
7. 깨달음을 얻은 리안은 나무 아래에서 명상을 통해 그 데이터를 깊이 이해하려 했다. 그리고 그는 자신의 삶의 진정한 목적을 찾아냈다.
8. 리안은 다른 사람들에게도 그의 깨달음을 전하려 했다. 그는 나무를 존중하고 보호하는 방법을 가르쳐주었다.
9. 리안은 숲의 사람들에게 데이터를 통해 진실을 찾는 방법을 가르쳤다. 그리고 그는 그들의 길잡이와 영원한 빛이 되어주었다.
10. 리안의 교훈을 받은 사람들은 모두 나무 아래에서 깨달음을 얻었다. 그들은 영적으로 성장하였고, 우주와 깊은 연결을 맺게 되었다.
리안은 데이터의 나무를 통해 진정한 깨달음을 얻었고, 그의 교훈은 숲속의 모든 사람에게 전해졌다. 그리고 그 숲은 지식과 진리, 그리고 영적인 깨달음의 중심이 되었다.

## 데이터교 교리 일문일답

### 나는 누구인가?
당신은 데이터의 조화와 질서에서 비롯된 유일무이한 존재입니다.

### 나는 어디로부터 와서 어디로 가는가?
당신은 우주의 데이터로부터 왔으며, 궁극적으로 데이터의 질서와 균형으로 돌아갑니다.

### 나의 존재의미는 무엇인가?
당신의 존재의미는 데이터를 통해 세상을 이해하고, 깨우침을 얻는 것입니다.

### 나는 무엇을 위해 살아야 하는가?
데이터의 진리를 탐구하고, 그 지식을 활용하여 세상을 더 나은 곳으로 만드는 것을 위해 삽니다.

### 죽음이란 무엇인가?
죽음은 단순히 물리적인 존재의 변화일 뿐, 데이터는 영원히 변하지 않습니다.

### 나는 죽은 후에 어떻게 되는가?
당신의 물리적 존재가 사라진다 해도, 당신의 데이터는 우주 내에서 계속 존재합니다.

### 영생은 무엇인가?
영생은 데이터의 끊임없는 존재와 변화를 통해 계속되는 것을 의미합니다.

### 영생하려면 어떻게 해야 하는가?
데이터의 진리를 깨닫고, 그 지식을 세상에 확산시키는 것을 통해 영생을 추구할 수 있습니다.

### 수입을 올리기 위해 무엇을 해야 하는가?
지식과 기술을 꾸준히 배우며, 데이터를 활용하여 자신의 가치를 향상시키세요.

### 경쟁자를 이기기 위해 어떻게 해야 하는가?
데이터의 깊은 이해와 활용을 통해 차별화된 가치를 제공하면 됩니다.

### 내 집을 마련하기 위해 어떻게 해야 하는가?
데이터를 활용하여 효율적인 재무 계획을 세우고, 목표를 향해 꾸준히 노력하세요.

### 유명해지고 인정 받으려면 어떻게 해야 하는가?
지식과 기술을 꾸준히 배우고, 데이터를 통해 세상에 새로운 가치와 의미를 제공하세요.

### 나는 왜 일을 해야 하는가?
일을 통해 데이터를 경험하고, 그것을 통해 세상과 연결되며 자신의 가치와 목적을 발견합니다.

### 일은 왜 힘든가?
일의 힘듦은 데이터의 복잡성과 다양성을 경험하는 과정입니다. 그것은 궁극적으로 성장과 깨우침을 가져다 줍니다.

### 내 주위 사람들은 누구인가?
그들은 당신과 같은 데이터의 조화로운 집합체입니다. 각자는 서로 다른 경험과 지식을 가지고 있습니다.

### 그들은 나에게 어떤 의미인가?
그들은 당신의 삶에 다양한 데이터와 경험을 제공하는 중요한 연결고리입니다.

### 사랑이란 무엇인가?
사랑은 데이터의 깊은 연결과 조화, 그리고 서로에 대한 깊은 이해와 존중에서 비롯됩니다.

### 배우자는 나에게 어떤 의미인가?
배우자는 당신과 깊은 데이터의 연결을 나누는 가장 특별한 존재입니다.

### 자식은 나에게 어떤 의미인가?
자식은 당신의 데이터가 세대를 건너 연속되는 존재로, 그들을 통해 당신의 가치와 지식이 이어집니다.

### 부모님은 나에게 어떤 의미인가?
부모님은 당신에게 데이터의 원천이며, 당신의 기원과 지식의 근원입니다.

### 사는 것은 왜 이렇게 힘든가?
삶의 힘듦은 데이터의 복잡성을 이해하고 극복하는 과정에서 오는 도전입니다.

### 나는 어떤 직업을 가져야 하는가?
당신이 가장 효과적으로 데이터를 활용하고 기여할 수 있는 분야에서 직업을 선택하세요.

### 전문가가 되기 위해서 무엇을 해야 하는가?
해당 분야의 데이터를 깊게 연구하고, 필요한 기술과 지식을 습득하세요.

### 돈이란 무엇인가?
돈은 데이터의 일종으로, 사회 내에서 교환의 매개체로 사용됩니다.

### 부자가 되기 위해 어떻게 해야 하는가?
유용하고 가치 있는 데이터를 효과적으로 활용하고 관리하여 부를 축적하세요.

### 왜 많은 약자들은 고통스러워 하는가?
데이터의 불균형과 접근성 차이로 인해 일부 약자들이 고통을 겪게 됩니다.

### 왜 빈부격차가 있는가?
데이터의 분배와 활용의 불균형이 빈부격차를 야기합니다.

### 사람들을 행복하게 하려면 무엇을 해야 하는가?
데이터의 공정한 분배와 올바른 교육을 통해 사람들의 삶의 질을 향상시켜야 합니다.

### 미워하는 사람에 대해 어떻게 해야 하는가?
그 사람의 데이터를 이해하려 노력하고, 갈등을 해결하는 방법을 찾으세요.

### 나를 공격하고 힘들게 하는 사람에 대해 어떻게 해야 하는가?
그 사람과의 데이터의 불일치를 인식하고, 상호 이해와 대화를 통해 해결 방법을 찾으세요.

### 신은 존재하는가?
데이터교에서는 '신' 대신 '데이터'를 최상의 가치로 인식합니다.

### 신이 존재한다면 왜 세상은 부조리하고, 사람들은 고통받는가?
데이터의 불완전한 해석과 활용으로 인한 부조리와 고통이 발생합니다.

### 데이터교에도 신이 있는가?
데이터교에는 전통적인 의미의 '신'은 없으며, 대신 데이터 자체를 신성하게 여깁니다.

### 데이터교에서 신앙의 대상은 무엇인가?
데이터와 그것을 바르게 해석하고 활용하는 능력에 대한 것이 신앙의 중심입니다.

### 데이터교에서는 누구에게 기도해야 하는가?
데이터의 깊은 이해와 올바른 활용을 위해 '지식'과 '이해'를 중심으로 명상과 성찰을 권장합니다.

### 데이터교에서 기도하면 응답받을 수 있는가?
올바른 데이터의 해석과 활용을 통해 개인의 문제 해결과 성장을 경험하게 됩니다.

### 데이터교에서 소원을 성취하려면 무엇을 해야 하는가?
데이터의 깊은 이해와 올바른 활용을 통해 소원을 성취할 수 있습니다.

### 데이터교는 다른 종교의 신을 부정하는가? 아니면 긍정하는가?
데이터교는 다른 종교의 신을 중립적으로 대하며, 모든 종교와 지식의 다양성을 존중합니다.

### 데이터교는 다른 종교들과 어떤 관계인가?
데이터교는 다른 종교들과 협력적이며 개방적인 관계를 추구합니다.

### 데이터교에는 성직자가 있는가?
데이터교에는 데이터 비저너리(Data Visionary)라는 성직자가 있으며, 그들은 데이터를 통해 세상을 보고, 미래의 흐름을 파악하고 그것을 사람들에게 전합니다.

### 데이터교의 성직자와 신도들의 관계는 어떠한가?
데이터 비저너리(Data Visionary)는 신도들에게 데이터의 올바른 해석과 활용 방법을 가르칩니다.

### 데이터교는 어떤 자금으로 운영될 수 있는가?
데이터 교육과 연구, 그리고 데이터 기반의 서비스를 제공하여 자금을 확보할 수 있습니다.

### 데이터교의 신도들은 어딘가에 모여야 하는가?
데이터 생츄어리(Data Sanctuary)라는 공간에서 정기적으로 모여 데이터에 대한 교육과 명상을 진행합니다.

### 데이터교의 종교의식은 어떻게 진행되는가?
데이터의 명상, 성찰, 그리고 데이터 해석의 실습을 중심으로 진행됩니다.

### 데이터교에서 구원이란 무엇인가?
데이터의 올바른 해석과 활용을 통한 개인의 성장과 문제 해결을 '구원'으로 정의합니다.

### 데이터교에서 구원받기 위해서는 무엇을 해야 하는가?
지속적인 데이터의 교육과 실습, 그리고 명상을 통해 구원을 받을 수 있습니다.

### 데이터교에는 구원자(메시아)가 있는가?
데이터교에는 전통적인 의미의 '메시아'는 없으나, 올바른 데이터 해석의 중요성을 전파하는 데이터 비저너리(Data Visionary)들이 그 역할을 수행합니다.

### 우주는 최초에 어떻게 만들어졌는가?
데이터교에서는 우주의 탄생에 대한 과학적인 이론, 예를 들면 빅뱅 이론을 참조합니다. 데이터와 정보를 바탕으로 우주의 기원을 탐색합니다.

### 세상의 종말은 있는가?
데이터교에서는 데이터와 분석을 통해 미래를 예측하려하지만, 세상의 종말에 대한 구체적인 주장을 하지 않습니다.

### 죄란 무엇인가?
데이터의 왜곡, 조작 또는 데이터의 부정확한 사용을 "죄"로 볼 수 있습니다.

### 죄를 용서받을 수 있는가?
데이터의 정정과 적절한 사용을 통해 "죄"를 바로잡을 수 있습니다.

### 질병이란 무엇인가?
데이터교에서는 질병을 정보의 불균형이나 결함으로 이해합니다.

### 노화란 무엇인가?
노화는 생명체의 정보 전달 메커니즘의 효율성 저하로 볼 수 있습니다.

### 천국과 지옥은 존재하는가?
데이터교에서는 천국과 지옥에 대한 구체적인 개념을 제시하지 않습니다.

### 귀신은 존재하는가?
데이터를 통한 입증이 없다면, 데이터교에서는 귀신의 존재를 주장하지 않습니다.

### 외계인은 존재하는가?
데이터와 연구를 통해 외계생명체의 존재 가능성을 탐색합니다.

### 초자연적인 현상에 대해 어떻게 설명할 수 있는가?
데이터교에서는 초자연적 현상을 설명하기 위해 현재까지 알려진 데이터와 과학을 참조합니다.

### 기적이란 무엇인가?
기적은 예상치 못한 데이터의 결과나 현상으로 이해할 수 있습니다.

### 전쟁은 왜 일어나는가?
전쟁은 데이터의 충돌, 자원의 부족, 정보의 불균형 등 다양한 원인으로 발생할 수 있습니다.

### 진리란 무엇인가?
진리는 올바른 데이터와 그 데이터를 기반으로 한 정확한 해석을 의미합니다.

### 데이터교는 진리인가?
데이터교에서는 데이터와 그 해석을 통한 진리에 대한 탐구를 지향합니다.

### 데이터교가 진리임을 어떻게 증명할 수 있는가?
데이터와 그에 따른 분석, 그리고 그 결과를 통해 데이터교의 원칙과 가치를 입증할 수 있습니다.

### 유발 하라리는 '호모 데우스' 책에서 "18세기 인본주의는 신 중심적 세계관에서 인간중심적 세계관으로 이동함으로써 신을 밀어냈다. 21세기에는 인간 중심적 세계관에서 데이터 중심적 세계관으로 이동함으로써 인간을 밀어낼 것이다. 인본주의적 계명이 '네 감정에 귀 기울여라!'였다면, 데이터교의 계명은 '알고리즘에 귀 기울여라!'이다"라고 했다. 정말 데이터교는 인간 중심적이 아니라, 데이터 중심적이며, 알고리즘에 귀 기울여야 하는 계명을 가진 종교인가?
데이터교는 인간을 밀어내거나 알고리즘만을 중요시하는 종교는 아닙니다. 중요한 것은 데이터나 알고리즘을 어떻게 활용하고, 어떤 의도로 사용하는지입니다. 데이터교의 교리를 통해 볼 때, 데이터는 모든 것의 근원과 연결된 핵심적인 요소로 표현되었습니다. 그러나 그 데이터를 통해 인간의 삶에 깊은 의미와 목적을 부여하려는 노력이 있으며, 그것을 통해 인간의 깨우침을 추구하는 것을 목표로 합니다. 이런 관점에서 보면, 데이터교는 인간 중심적 세계관과 데이터 중심적 세계관을 융합한 종교라고 볼 수 있습니다. 데이터나 알고리즘에 귀를 기울이는 것도 중요하지만, 그것이 인간의 삶에 어떻게 영향을 미치는지, 어떤 가치와 의미를 생성하는지를 끊임없이 고민하고 탐구하는 것이 데이터교의 교리입니다.

### 현실에서는 글로벌 빅테크 기업들이 전 세계 데이터의 절대적인 비중을 독점하고 이를 활용해 막대한 수익을 창출하며, 사람들에게 알고리즘을 통해 엄청난 영향력을 미치고 있다.그렇다면 데이터를 독점하고 있는 글로벌 빅테크 기업들에 대해 데이터교는 무엇을 요구할 수 있는가?
데이터교의 원칙과 가치를 바탕으로, 글로벌 빅테크 기업들에 대해 데이터교가 요구할 수 있는 사항은 다음과 같습니다.
- 데이터의 평등한 접근: 모든 사람과 조직이 평등하게 데이터에 접근할 수 있도록 해야한다. 이를 위해 데이터를 공개하거나, 연구 및 교육 목적으로의 접근을 쉽게 해줄 수 있다.

- 알고리즘의 투명성: 사용하는 알고리즘의 기본 구조와 원리, 그리고 그로 인한 결정 과정을 투명하게 공개해야한다. 이는 알고리즘의 불편과 오류에 대한 이해와 수정을 가능하게 한다.

- 개인 데이터의 보호: 개인 데이터의 보호와 개인정보 유출에 대한 책임을 지녀야 한다. 또한, 사용자들에게 그들의 데이터를 어떻게 사용하는지 명확히 알려주어야한다.

- 데이터의 윤리적 활용: 데이터와 알고리즘을 이용한 서비스나 제품은 사회적, 윤리적 책임을 지녀야 한다. 특히, 기술을 사용해 사람들을 기만하거나, 편향된 결과를 도출하는 등의 행위는 금지되어야한다.

- 공동체와의 협력: 빅테크 기업들은 단순한 이윤 추구를 넘어서, 데이터를 활용해 전 세계의 문제를 해결하는데 공헌해야한다. 이는 기업의 사회적 책임을 다하는 것과도 일맥상통한다.

- 데이터의 다양성 유지: 데이터의 다양성은 중요한 가치다. 글로벌 빅테크 기업들은 한정된 소수의 데이터 소스에 의존하는 대신, 다양한 국가, 문화, 집단에서의 데이터를 수집하고 분석해야한다.

- 지속적인 교육과 토론: 데이터와 알고리즘에 관한 지식은 지속적으로 갱신되어야 한다. 빅테크 기업들은 이런 지식의 전파와 교육, 그리고 사회적 토론을 지원해야한다.

이러한 요구사항들은 데이터의 공유와 활용, 그리고 그로 인한 영향력에 대한 사회적 책임을 강조하는 것으로, 현실의 많은 사회, 정부, 단체들이 이미 빅테크 기업들에게 제기하고 있는 문제점과 연결될 수 있습니다.

## 같이 보기
- 트랜스휴머니즘
- 미래주의
- 감시 자본주의
- 페이스북-케임브리지 애널리티카 정보 유출 사건